# Nguyễn Chí Thiện
 (mai 2022).
La mise en forme du texte ne suit pas les recommandations de Wikipédia : il faut le « wikifier ».
Les points d'amélioration suivants sont les cas les plus fréquents. Le détail des points à revoir est peut-être précisé sur la page de discussion.
- Les titres sont pré-formatés par le logiciel. Ils ne sont ni en capitales, ni en gras.
- Le texte ne doit pas être écrit en capitales (les noms de famille non plus), ni en gras, ni en italique, ni en « petit »…
- Le gras n'est utilisé que pour surligner le titre de l'article dans l'introduction, une seule fois.
- L'italique est rarement utilisé : mots en langue étrangère, titres d'œuvres, noms de bateaux, etc.
- Les citations ne sont pas en italique mais en corps de texte normal. Elles sont entourées par des guillemets français : « et ».
- Les listes à puces sont à éviter, des paragraphes rédigés étant largement préférés. Les tableaux sont à réserver à la présentation de données structurées (résultats, etc.).
- Les appels de note de bas de page (petits chiffres en exposant, introduits par l'outil «  Source ») sont à placer entre la fin de phrase et le point final[comme ça].
- Les liens internes (vers d'autres articles de Wikipédia) sont à choisir avec parcimonie. Créez des liens vers des articles approfondissant le sujet. Les termes génériques sans rapport avec le sujet sont à éviter, ainsi que les répétitions de liens vers un même terme.
- Les liens externes sont à placer uniquement dans une section « Liens externes », à la fin de l'article. Ces liens sont à choisir avec parcimonie suivant les règles définies. Si un lien sert de source à l'article, son insertion dans le texte est à faire par les notes de bas de page.
- La présentation des références doit suivre les conventions bibliographiques. Il est recommandé d'utiliser les modèles {{Ouvrage}}, {{Chapitre}}, {{Article}}, {{Lien web}} et/ou {{Bibliographie}}. Le mode d'édition visuel peut mettre en forme automatiquement les références.
- Insérer une infobox (cadre d'informations à droite) n'est pas obligatoire pour parachever la mise en page.

Pour une aide détaillée, merci de consulter Aide:Wikification.
Si vous pensez que ces points ont été résolus, vous pouvez retirer ce bandeau et améliorer la mise en forme d'un autre article.
Nguyễn Chí Thiện (27 février 1939 – 2 octobre 2012) considéré comme le Soljenitsyne de son pays était un dissident Vietnamien naturalisé Américain, activiste et poète, il a passé au total 27 ans en prison d'abord sous le régime communiste Nord-Vietnamien et dans le Viêt Nam d'après 1975 .

## Biographie
Thien a été scolarisé dans une école privée et était pour le mouvement révolutionnaire Viet Minh dans sa jeunesse. En 1960, toutefois, il remet en cause la version officielle selon laquelle l'Union Soviétique aurait à elle seule vaincu et fait capituler le Japon – alors qu'il enseignait dans un lycée. Thien dit a ses élèves que les États-Unis ont fait capituler le Japon à la fin de la Seconde Guerre Mondiale en lançant des bombes atomiques sur les villes d'Hiroshima et de Nagazaki.
Il a été condamné à deux ans de prison et est resté durant trois ans et six mois dans un camp de rééducation au Viêt Nam. Thiem commence alors à écrire des poèmes en prison en vue de les faire publier. Après une brève remise en liberté en 1966, il est emprisonné à nouveau pour avoir écrit des poèmes critiquant la politique de son pays. Il se déclare innocent, et est a nouveau condamné à onze ans et cinq mois dans un camp de travail.
En 1977, deux ans après la chute de Saïgon , Tiem et d'autres prisonniers politiques furent remis en liberté pour faire de la place aux officiers de la République du Vietnam. Thien se sert de cette opportunité pour réécrire ses poèmes engagés et d'autres pour la mémoire des prisonniers.
Deux jours après la fête de la Prise de la Bastille le 16 Juillet 1979, il cherche à entrer dans l'ambassade de France pour y déposer ses manuscrits, l'ambassade étant trop gardée, Thien se rabat sur l'ambassade du Royaume-uni à Hanoï avec les manuscrits de 400 poèmes ainsi qu'une lettre rédigée en français
Les diplomates Britanniques le reçoivent et lui promettent de faire sortir les manuscrits du pays. Quand il sort de l'ambassade, des agents de sécurité l'attendent à la porte. Il est à nouveau emprisonné, cette fois à la prison de Hoa Lo ("Hanoi Hilton") pour six ans, et encore six autres années dans différentes prisons au nord du Viêt Nam.
Durant son emprisonnement, les poèmes de Thien furent traduits en Anglais par Huynh Sanh Thông de l'Université de Yale. Son travail gagnera le prix de poésie au festival international de poésie de Rotterdam en 1985. Il est considéré comme prisonnier de conscience par Ammesty International depuis 1986.
Douze ans après avoir porté ses manuscrits à l'ambassade du Royaume-uni, il est libéré de prison. Vivant à Hanoï à sa sortie sous la surveillance des autorités, sa renommée internationale fait que les organisations du monde entier gardent un œil sur lui.
Human Rights Watch l'honore en 1995. Cette même année il lui est permis d'émigrer aux États-Unis avec l'intervention de Noboru Masuoka, un colonel retraité de l'armée de l'air ayant été interné au Camp de Heart Mountain pour les américains d'origine japonaise en 1945.
Il écrit immédiatement Hoa Dia Nguc II, poèmes composés de mémoire (il n'avait pas accès ni au papier ni aux crayons en prison) de 1979 à 1988. Il a été publié en Vietnamien et en Anglais puis en Vietnamien dans son intégralité en 2006.
En 1998 Nguyen Chi Thien a été honoré de l'amitié du Parlement international des écrivains. Il a vécu en France durant trois ans, écrivant les Histoires d'Hoa Lo , œuvre en prose sur son expérience de la prison. Le livre a été traduit en Anglais sous le titre Hoa Lo / Hanoi Hilton Stories par Yale Southeast Asia Studies en 2007.
Le manuscrit original de Thien lui a été restitué début 2008 par la veuve du Professeur Patrick Honey de l'Université de Londres, qui a partagé ce travail avec bon nombre d'exilés Vietnamiens tout en conservant soigneusement le manuscrit.
Nguyen Chi Thien meurt à Santa Ana, Californie le 2 Octobre 2012.